# Noriko Babaová
Noriko Babaová (japonsky 馬場 典子, * 4. května 1977 Tokio) je bývalá japonská fotbalistka.

## Reprezentační kariéra
Za japonskou reprezentaci v letech 2001 až 2002 odehrála 5 reprezentačních utkání.

## Statistiky
| Japonsko | Japonsko | Japonsko |
| Roky     | Záp.     | Góly     |
| -------- | -------- | -------- |
| 2001     | 4        | 0        |
| 2002     | 1        | 0        |
| Celkem   | 5        | 0        |